# Guglielmo Borremans
Guglielmo Borremans (Antwerpen, 1670 - Palermo 1744) is een kunstschilder, die voornamelijk op Sicilië werkzaam was en verschillende kerken van muur- en plafondschilderingen voorzag. 

## Biografie
Over zijn jeugd en opleiding is weinig bekend. In 1688-89 was Willem Borremans ingeschreven bij het Sint-Lucasgilde als leerling van Peter Van Lindt. In 1693 verdwijnt hij uit de Antwerpse archieven. Wellicht is hij op de voor kunstenaars van die tijd traditie geworden Italiëreis gegaan, maar is hij daar ter plaatse blijven hangen. Hij paste zijn voornaam aan tot Guglielmo.  
Vermoedelijk verbleef hij langere tijd te Napels, waar hij de werken van Luca Giordano en van Matteis leerde kennen. De San Domenico Maggiorekerk bewaart een fresco, het enige werk van hem dat in Napels bekend is. In 1704 beschilderde hij voor de kerk der Franciscanen in Cosenza (Calabrië) de zijkapel gewijd aan de heilige Catharina van Alexandrië. In 1714 arriveerde hij op Sicilië. Hij installeerde zich in Palermo waar hij op 17 april 1744 overleed en begraven werd in de kerk van het Capucijnenklooster. 
Op het eiland vond hij een vruchtbaar werkterrein waar hij zijn persoonlijke stijl tot ontwikkeling kon laten komen, geënt op zijn in wezen Vlaamse picturale vorming, maar verrijkt met zijn recente Napolitaanse ervaringen. De roem van Borremans verspreidde zich verder dan enkel Palermo over heel Sicilië. De opdrachten die hem vanuit alle hoeken van het eiland werden bezorgd, getuigen van het enthousiasme waarmee zijn chromatische en compositorische levendigheid werden onthaald. Hij behandelde uitsluitend religieuze onderwerpen, ook voor werken bestemd voor paleizen. Men bewonderde vooral de elegantie en de helderheid die uit zijn werk sprak.  
De schilderijen van Borremans kan men aantreffen in musea en kerken over geheel Sicilië. Hij realiseerde onder meer opmerkelijke reeksen fresco's voor de basiliek van Santa Maria Assunta in Alcamo, voor de kerk van de Anime Sante in Enna, voor de kerk van San Giuseppe te Leonforte en voor de kerk van het Theatijnenklooster te Palermo. Het belangrijkste ensemble bevindt zich in de kathedraal van Caltanissetta.

## Oeuvre
Een keuze uit zijn verwezenlijkingen:
Palermo (Sicilië):
- fresco's in de narthex van de kerk S. Maria dell'Ammiraglio, beter bekend als La Martorana (1717)
- fresco's in de kerk SS. Quaranta Martiri alla Guilla (1725), waarvan de elegantie en helderheid algemeen bewonderd werden
- fresco's in de kerk S. Maria di Montevergini (1721), helaas in zeer slechte staat
Alcamo (Sicilië):
- 38 fresco's op het gewelf en de apsiskoepel in de Chiesa Madre of basiliek S. Maria Assunta (1736-37) 
Catania (Sicilië):
- een 'Aankondiging' (1720) in de San Michele Arcangelo, de kerk van de Minoriti
Caltanissetta (Sicilië): 
- fresco's in de kathedraal (Santa Maria la Nuova, vanaf 1720) op alle muren van de middenbeuk, zijn belangrijkste werk
- fresco's in een zijkapel van de kerk van Sint-Agatha: een 'Annunciatie' en een 'Geboorte van Maria'
Cosenza (Calabria) :
- in de kapel Santa Caterina d’ Alessandria van de kerk San Francesco d'Assisi, de zolderschildering van de apsis: een "Gloria di Santa Caterina", voorts nog zes andere bijzondere schilderijen uit 1705, geïnspireerd door gebeurtenissen uit het leven van de Heilige Catharina

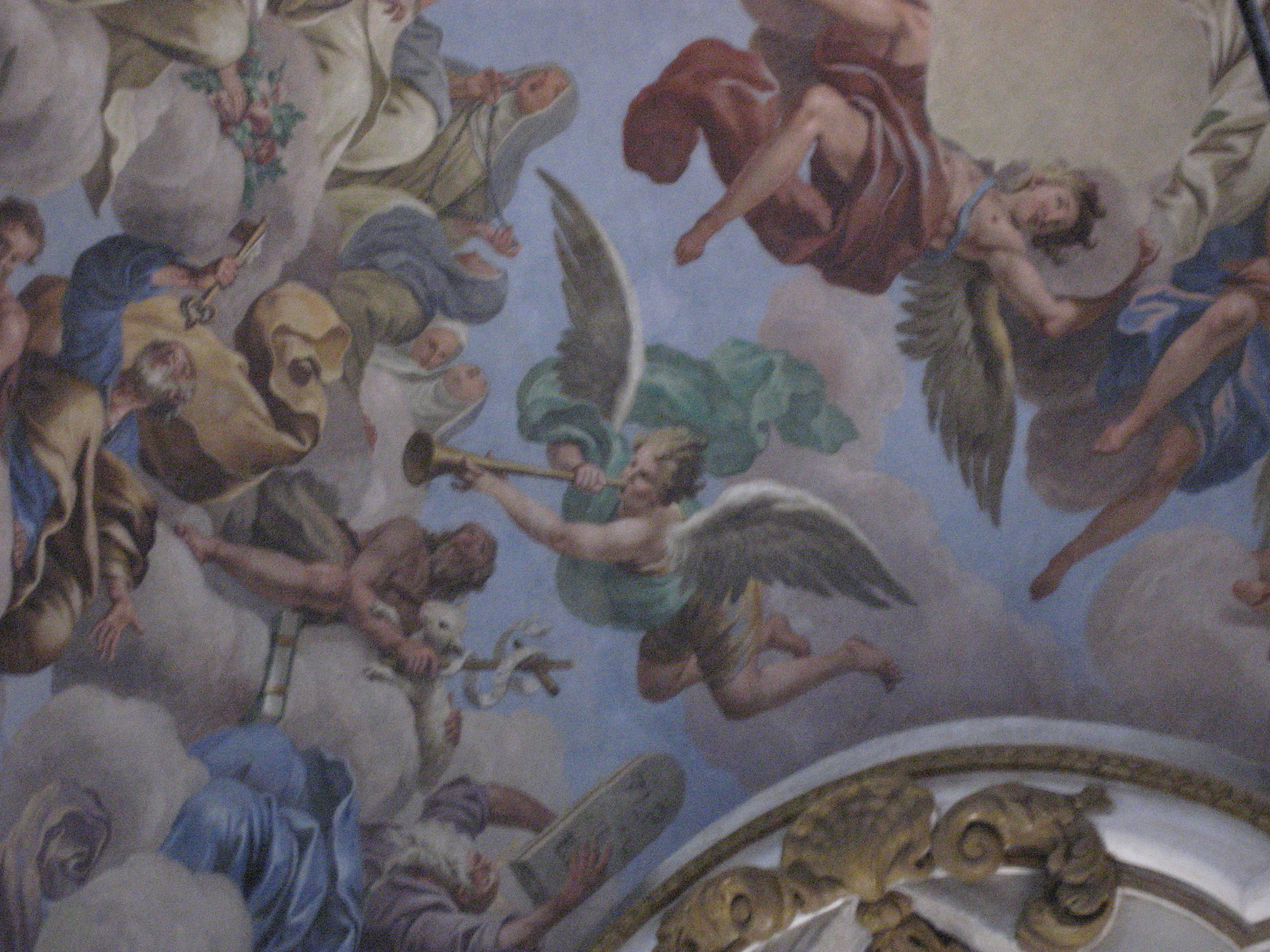
Guglielmo Borremans, kerk van San Vincenzo (Ferreri)
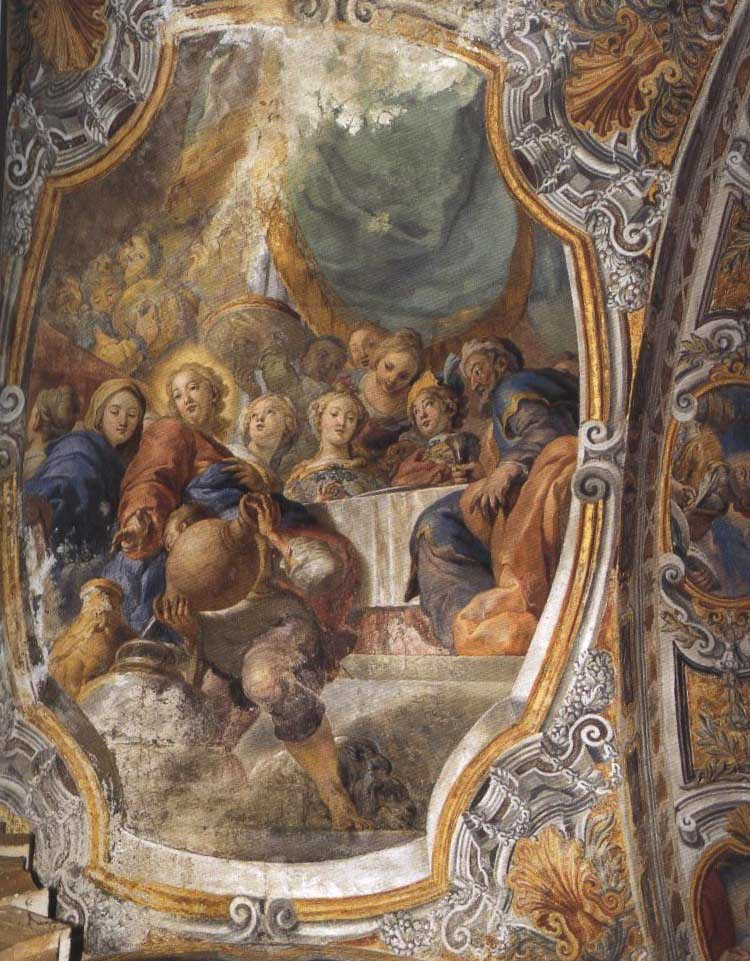
Guglielmo Borremans, Bruiloft te Kana, fresco in Martorana
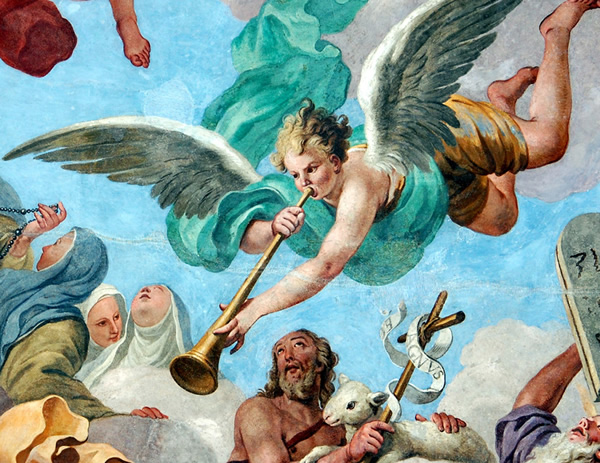
The Glory of Saint Vincent (detail)